# Philip Seydler
Philip Seydler (ca. 1765 - 29. november 1819 i Pest) var en dansk fløjtenist og kgl. kapelmusikus.
Han blev ansat som fløjtenist i Det Kongelige Kapel i 1794 og stod i begyndelsen for piccolofløjten. Senere blev han solofløjtenist. Han var også komponist og instrumentmager. Han havde også plads i Det Harmoniske Selskabs orkester. Philip Seydler gennemførte i 1806 en vel modtaget koncertrejse til Stockholm, Berlin og Sankt Petersborg. 
Men dengang kunne en kgl. kapelmusikus dårligt forsørge sin familie uden ekstraindtægter. Kollegaen Carl Anton Philipp Braun søgte i stedet mod en karriere i Stockholm, hvilket lykkedes. Det samme gjorde det for syngemestereren Édouard du Puy, som i perioden 1786-92 havde været ansat ved hoffet i Ludwigslust, hvor både Seydler og Braun også havde haft stilling. 
Seydler søgte derfor at gøre sine to kolleger kunsten efter: Han fik i 1815 orlov til en koncertrejse til Göteborg og skrev derfra et dristigt brev til Kapellets chef Adam Wilhelm Hauch, hvor han bad om lønforhøjelse. Modsat Braun blev Seydlers krav godtaget, men ikke uden kritik fra Hauch. Seydler skrev derpå et meget fornærmende brev til Hauch, der udløste, at Seydler ligesom Braun blev slettet fra Kapellets liste over personale.
I Frederiks tydske Kirke (nu Christians Kirke), var han blevet viet til koncertmester Christian Tiemroths søster, Johanne Augusta Marie Tiemroth, og Tiemroth udgav en stribe Haandstykker for to Fløiter eller Fioliner. 
I Stockholm forlod Seydler forlod sin hustru, som gik fallit, men senere fik en pension fra Kapellet. Seydlers færden herfra er svært at følge, men i 1819 må han have optrådt i Wien, for i Allgemeine Musikalische Zeitung kunne man læse, at "[...] den 14. oktober optrådte prof. Seydler på Theater an der Wien i en fløjtekoncert af Fürstenau." Måneden efter døde han i Pest.
I 1812 udgav Seydler først 6, og derpå 24 Capriccier (Breitkopf), i 1818 6 Sonater for fløjte og klaver på Böhm, og i 1819 6 Grand solos avec basse, opus 6, i to bind, hos forlægger Gombart, begge sidstnævnte forlag i Augsburg.
Peter Christian Bruun og Niels Peter Jensen var blandt Seydlers elever.